# Yael López
Yael Andrés López Fuentes (ur. 17 grudnia 1998 w San José) – kostarykański piłkarz pochodzenia kolumbijskiego występujący na pozycji prawego obrońcy, reprezentant Kostaryki, od 2024 roku zawodnik Guanacasteki.
Jest synem Kolumbijczyka Nixona Perei oraz bratem przyrodnim Miguela Ajú, również piłkarzy.